# أرسي (مرند)
أرسي هي قرية في مقاطعة مرند، إيران. عدد سكان هذه القرية هو 1,659 في سنة 2006.